# واين فيسك
واين فيسك (بالإنجليزية: Wayne Fisk)‏ هو عسكري أمريكي، ولد في 6 أبريل 1945 في والدبورت في الولايات المتحدة.